# 趙椿年
赵椿年（1864年—1942年）字剑秋，一字春木，晚号坡邻（因为故居在前北岸藤花旧馆东），江苏常州人。清朝及中华民国政治人物、学者。

## 生平
赵椿年13岁肄业于龙城书院，16岁中秀才头名，后入上海求志书院师从俞曲园。光绪十四年（1888年）中举人，嗣后留在北京考取内阁中书。光绪廿四年（1898年）中进士，同年五月，授內閣中書，后以知府分发江西，入江西巡抚幕府，帮助推行新政，起草政令规章。宣统元年（1909年），赵椿年任资政院钦选议员。辛亥革命时，杨士琦充南北议和北方代表，赴上海之前邀请赵椿年同行。在上海南阳路惜阴堂，他和族叔赵凤昌相谈甚欢，“对南北和议多所赞划”。
中华民国成立后，孙中山辞去中华民国临时大总统，由袁世凯接任。庄蕴宽作为原南京临时政府代表，出任审计院院长，赵椿年任审计院副院长，二人因系“少时同学，交谊最笃”。民国六年（1917年），赵椿年任崇文门监督。赵椿年还两次出任北京政府财政次长。
民国十七年（1928年），北伐成功，北京政府倒台，赵椿年辞去财政次长职务。当时，北京自来水公司准备整顿，推赵椿年任总经理。任内，他努力经营，“未尝妄用局中一钱，博得股东及僚属交口称赞。”
赵椿年工书法及诗歌，晚年将收藏的汉魏碑帖陆续刊印为《覃研斋石鼓十种》、《考释》、《覃研斋诗存》。
民国卅一年三月廿三日（1942年），赵椿年因中风病逝于北京米市胡同48号寓所内。

## 家庭
- 他是清朝乾嘉时期学者赵翼的六世孙。赵凤昌是他的族叔。[1]
- 他的妻子吕凤，字桐花，能作词，工篆书及绘画，著《清声阁词》。[1]